# Cámara réflex digital

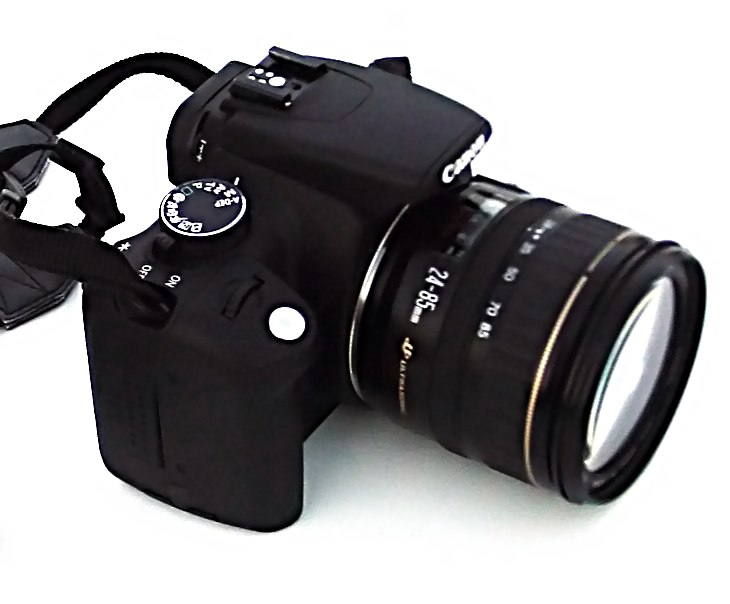
Canon EOS-350D.

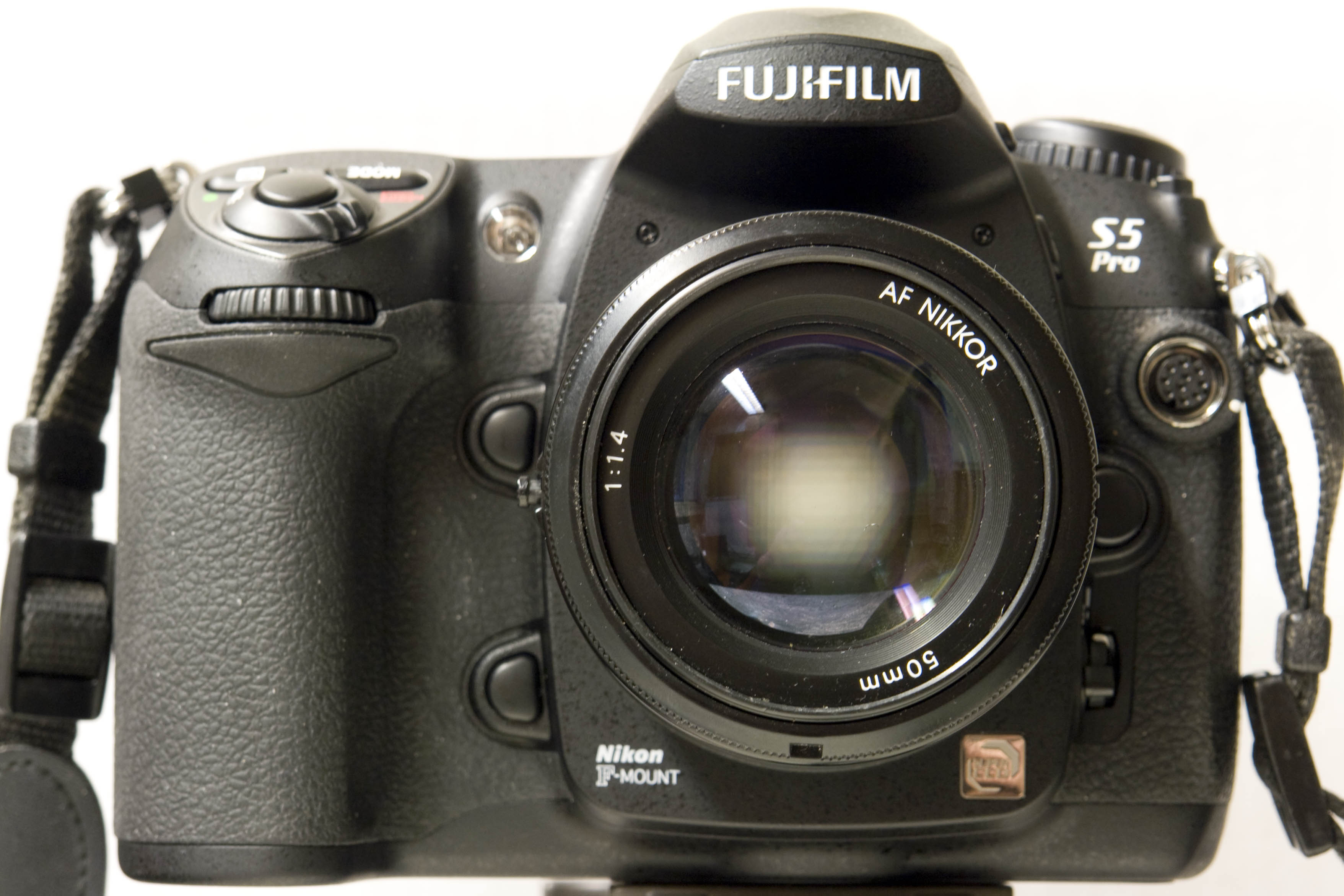
Fujifilm FinePix S5 Pro.

Las cámaras réflex digitales, también llamadas DSLR (Digital-SLR, con SLR del inglés Single lens reflex), son un tipo de cámara fotográfica del tipo réflex de único objetivo (SLR), cuyo soporte de almacenamiento de la imagen capturada es un sensor electrónico, en lugar de la película de 35 mm empleada en la fotografía química. Entre sus características más importantes está el empleo de sistemas de control para la automatización de la mayoría de los mecanismos, tanto de dispositivos de obturación, sincronización con flashes (tanto internos como externos), y en general la mayoría de funciones de la cámara, aunque se siguen comportando en la mayoría de aspectos (enfoque, disparo, estabilización) como dispositivos electromecánicos al igual que sus predecesoras. En la mayoría de los casos mantienen las mismas características (y compatibilidad, dependiendo del fabricante) en cuanto al sistema réflex tradicional, popularizado mundialmente desde la Nikon F de 1959.

## Funcionamiento

Cámara réflex durante la observación, con el espejo abajo.

Al igual que las cámaras de película de 35mm, las cámaras réflex digitales están divididas en dos componentes separados: el cuerpo de la cámara como tal y el objetivo. Este último es un dispositivo intercambiable e independiente de la cámara, diseñado para cubrir una necesidad particular del usuario de alcance o cobertura angular, o requisitos especiales como distorsión (ojo de pez) o cambio del plano de enfoque (tilt-shift) entre otros. El objetivo contiene, por lo general, un mecanismo para la regulación de la luz (diafragma) y un mecanismo de enfoque. El cuerpo de la cámara contiene un espejo, ubicado a 45° respecto al plano de la imagen, cuya función es desviar los rayos hacia una pantalla traslúcida (pantalla de enfoque) mate que permite visualizar y enfocar la imagen. Generalmente la luz se vuelve a reflejar en un pentaprisma ubicado encima de la pantalla de enfoque, cuya función es desviar la imagen hacia el observador y enderezarla, puesto que el objetivo la proyecta de forma invertida. En el momento del disparo, el espejo se levanta y se abre el mecanismo obturador para dejar pasar los rayos de luz directamente hacia el dispositivo de captura, un sensor de imagen en el caso de una cámara digital.

Cámara réflex durante la captura, con el espejo levantado y la cortina abierta.

A diferencia de sus predecesoras, incorporan además una pantalla LCD en la que se puede visualizar la fotografía inmediatamente después de la toma, y comprobar, por ejemplo, con la ayuda de un histograma que la exposición ha sido correcta. Sin embargo esta pantalla, en la mayoría de los modelos, no es indispensable como visor para realizar la fotografía como sucede en las cámaras digitales compactas, debido a que el sensor se encuentra oculto tras el obturador y el espejo del visor, como sucede en las cámaras réflex de película. Algunas cámaras incorporan además funciones de posprocesado de la imagen, como cambio del balance de blancos, revelado RAW y conversión a blanco y negro, entre otras opciones. En general, a partir de 2006 la mayoría de modelos incorpora un sistema denominado Live View que levanta el espejo y permite capturar la imagen directamente, de la misma forma que en las cámaras compactas.

## Diferencias respecto a una cámara compacta digital
La primera diferencia es que los objetivos son intercambiables, compatibles con los objetivos de réflex de película (dependiendo del fabricante). Debido a que dichos objetivos estaban diseñados para una película de 35mm, el sensor es más grande que en las cámaras compactas. Aunque puede ser del mismo tamaño de una película (36×24 mm) (sensor full-frame, generalmente sólo en modelos de muy alta gama), por lo general suelen ser algo más pequeños (ver: tamaño de sensor APS-C), en cuyo caso se produce una "multiplicación de la distancia focal" normalmente de 1.5 (Nikon, Pentax, Minolta, Sony), 1.3 y 1.6 (Canon) o 2x (sistema Cuatro Tercios).
En las cámaras compactas se emplean sensores de tamaño reducido, lo que conlleva distancias focales igualmente más cortas y por tanto una profundidad de campo muy alta (casi todo en la fotografía aparece enfocado). La profundidad de campo es por tanto la principal diferencia entre una fotografía realizada con una cámara compacta digital o con una réflex. Con una cámara réflex se consigue un gran control mediante la libre elección de la relación entre la longitud focal y la apertura del diafragma, ya que un fondo desenfocado centra la atención en el motivo fotografiado.
Otra de las ventajas de un sensor de imagen de mayor tamaño es la mayor calidad de imagen, así como una mayor sensibilidad, pudiéndose realizar fotografías con valores ISO altos con un nivel de ruido muy aceptable.

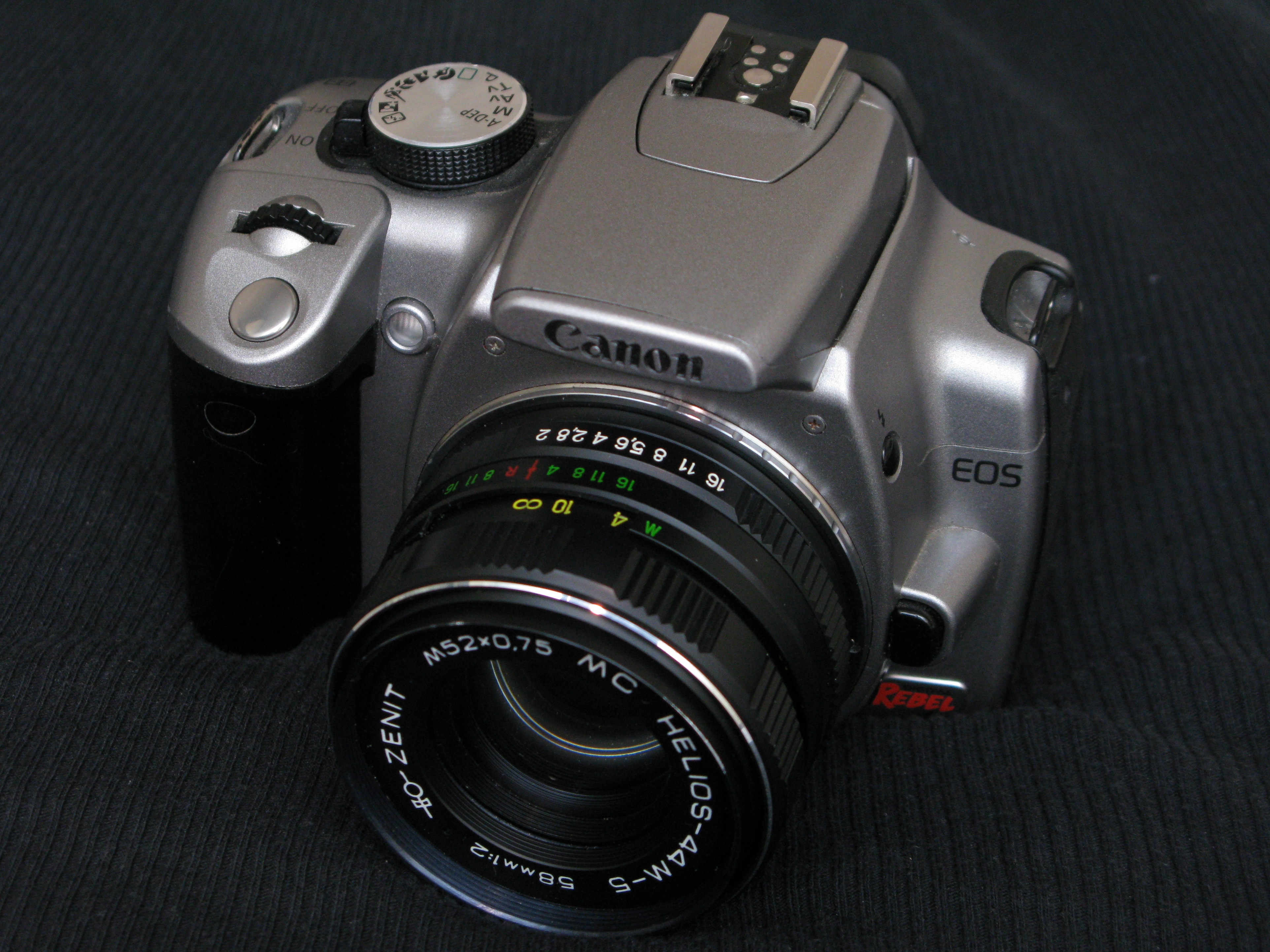
MC Helios-44M-5, producido en la planta de Valdai, montado en una cámara réflex digital Canon EOS Rebel XT mediante un adaptador de montura a rosca M42 a Canon EOS EF.

Los efectos en la profundidad de campo de la imagen de los distintos diafragmas de un MC Helios-44M-4 montado en una cámara réflex digital Nikon D3100.

### Ventajas
- Gran control sobre la profundidad de campo.
- En la mayoría de los modelos, respuesta inmediata (o cercana) al encendido y al disparo.
- Alta calidad de imagen, debido tanto a la óptica utilizada en los objetivos como a las características de la captura y su posterior procesamiento.
- Suelen incluir un formato RAW -generalmente privativo del fabricante-, que consiste en un archivo sin procesar -generalmente sin comprimir o utilizando compresión sin pérdida-, lo cual permite un procesamiento más dedicado de las imágenes después de la toma, y por lo general una gama tonal de 12, 14 o más bits por canal de color, lo cual permite un mejor almacenamiento de la información que el tradicional JPEG. Algunas cámaras compactas de alta gama también suelen incluirlo.
- Alta sensibilidad (ISO), 4 veces más sensible en promedio.[cita requerida]
- Posibilidad de intercambiar objetivos y utilizar los heredados de cámaras de película con la misma montura, aunque también de monturas de otros fabricantes mediante el uso de adaptadores, incluso algunos objetivos de foco manual de cámaras de película de 35mm del mismo modo.
- Amplia gama de objetivos de calidad disponibles y dirigidos hacia múltiples disciplinas.
- Rapidez de disparo, capturando en instante. Posibilidad de ráfagas de entre 3 y 14 fotografías por segundo (la Canon EOS 1D-X, por ejemplo, captura hasta 12 fotogramas por segundo en RAW y 14fps en JPEG,[1] y la Nikon D4s logra 11fps en cualquier modalidad,[2] aunque existen modelos de cámaras compactas que igualan y superan estos números de ráfaga).
- Mayor capacidad de almacenamiento temporal incorporado en la cámara (búfer de datos), el cual permite que la cámara pueda seguirse utilizando a pesar de haber hecho múltiples capturas.
- Enfoque por comparación de fase, mucho más rápido y efectivo que el de las cámaras compactas, el cual se realiza por contraste.
- Exposímetro integrado dentro del funcionamiento de la cámara, el cual te permite hacer una medida de luz reflejo del motivo a fotografiar.

### Desventajas
- Precio, no solo por la cámara sino por los objetivos.
- El cambio de objetivos permite la entrada de suciedad en el sensor, por lo que requiere mayores cuidados. Algunas cámaras (modelos posteriores a 2005) incorporan un sistema de limpieza por ultrasonidos, que mitiga en parte este inconveniente. Por otra parte también existen objetivos zoom que abarcan gran parte de las longitudes focales necesarias, reduciendo la necesidad del intercambio de ópticas.
- La mayoría de modelos anteriores a 2006 no incorporaban el sistema de previsualización y toma de la fotografía a través de la pantalla de la cámara. Esto se conoce comercialmente como LiveView
- Si bien la mayoría de las cámaras poseen modos totalmente automatizados que permiten su uso como cualquier otra cámara digital, las gamas más altas y el uso de modos manuales en casi la totalidad de las cámaras requiere un conocimiento de los principios de la fotografía mayor por parte del usuario.
- Su tamaño y peso casi siempre son mayores, con la excepción de algunas de las llamadas Cámara Bridge.
- Mayor posibilidad de trepidación debido al movimiento brusco del espejo en el momento del disparo (imagen movida en fotos con luz insuficiente). Algunas cámaras de gama alta tienen sistemas de compensación del momento para mejorar esta situación, y su peso sobre las manos contribuye en la estabilidad de todo el sistema. El estabilizador de imagen tiende a mejorar esta situación, y puede estar o bien integrado en el cuerpo (Sony Alpha, Olympus, Pentax) o en el objetivo (Nikon VR, Canon IS, Leica-Panasonic Mega OIS).

## Mercado
En un principio las cámaras DSLR ocupaban exclusivamente el sector de la fotografía profesional, hasta que Canon presentó en septiembre de 2003 la 300D con un precio de 1.100 € con objetivo incluido. En marzo de 2004 Nikon presenta la D70 con un precio ligeramente superior pero con más funciones que la 300D de Canon. De este modo se introdujeron en 2005 las DSLR en el sector de fotografía amateur o no profesional. Cuando el mercado de la fotografía digital se había estabilizado, por las ventas de cámaras compactas digitales, fue en el sector de las réflex digitales donde se produjo un gran crecimiento a partir de 2005. En 2006 la mayoría de fabricantes de cámaras fotográficas ofrecían al menos un modelo réflex con un precio que rondaba los 600 €, con objetivos incluidos.

## Revelado digital
Dentro de la fotografía digital, existe un término muy común llamado "negativo" (raw, que suele ser la imagen "en crudo"), tal como cuando se utilizaba en las cámaras de rollo. De éstas se extraía una cinta con negativos, los cuales se llevaban a un proceso de revelado, y una vez hecho esto, se tenían las fotografías impresas.
En el ámbito de la fotografía digital pasa algo similar, las imágenes que capta la cámara también son negativos, los cuales, apenas contienen el 20% del potencial real de la imagen. Existen muchas técnicas y programas que se pueden utilizar para el revelado digital. Adobe Photoshop Lightroom, es una de ellas, en el cual se puede trabajar una imagen hasta lograr expresiones realmente sorprendentes. Desde cuidar la exposición, el contraste, hasta hacer una separación de colores, luminosidad, intensidad, claridad, etc. Todas aquellas fotografías que se ven publicadas en revistas han pasado por un proceso de revelado digital.